# 高橋英靖
高橋英靖（日语：たかはしひでやす，在出道作《ボクはロケット》中使用筆名「げんき かい」、而創作作品《カラクリ・花火丸》時則是以漢字標記「高橋英靖」的名義創作，1975年12月2日—）是日本的漫畫家、插畫家。岩手縣出身。代表作是《怪盜Joker》。興趣是欣賞落語和演劇。
在《怪盜喬克》開始連載前，當時的連載負責人西巻篤秀問「下次的連載主題要怪盜還是相撲呢？」，而高橋英靖選擇了「怪盜」。而相撲的選擇，則是在漫畫的「ミラクル大相撲 どすこいジョーカー」篇出現。《怪盜喬克》在2014年的10月，開始動畫化。

## 作品

### 連載
- 怪盜Joker

小學館，別冊CoroCoro Comic2007年4月號－2008年8月號、月刊CoroCoro Comic2008年9月號－2017年8月號。
- 怪盜少年Jokers

小學館，月刊CoroCoro Comic2017年10月號－2020年1月號。

### 短篇
- ボクはロケット

小學館，別冊CoroCoro Comic2000年8月號。
出道作。以筆名「げんき かい」的名義創作。
- カラクリ・花火丸

獲得第43回小學館新人漫畫大賞兒童部門佳作。以「高橋英靖」的名義創作。